# Amy Adams

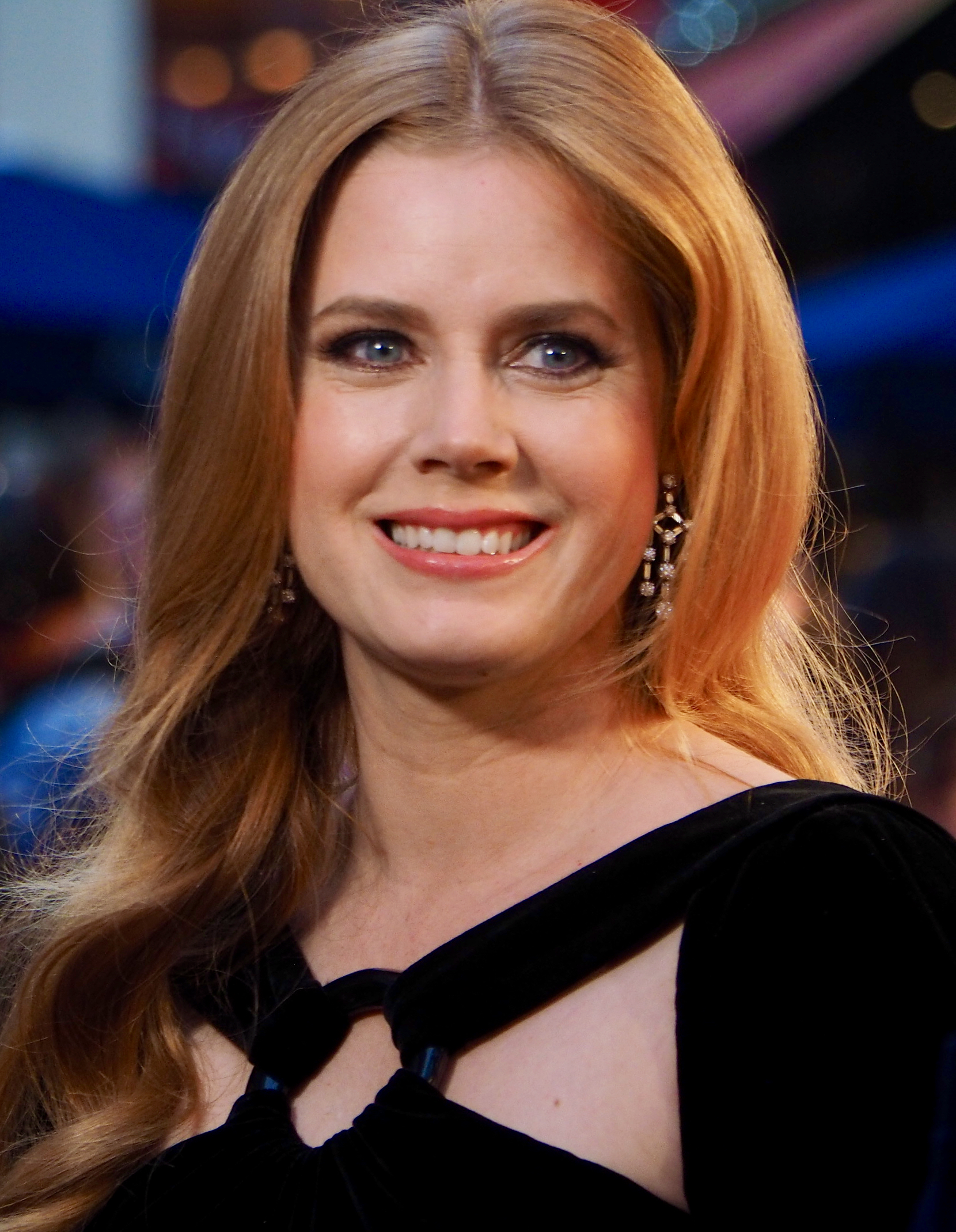
Amy Adams (2016)

Amy Lou Adams (* 20. August 1974 in Vicenza, Italien) ist eine US-amerikanische Schauspielerin und Filmproduzentin. Sie trat seit Ende der 1990er Jahre in über 50 Film- und Fernsehrollen in Erscheinung, überwiegend in Komödien. Bekanntheit errang sie vor allem mit der Darstellung unschuldig-naiver Figuren in Spielfilmen wie Junikäfer (2005), Verwünscht (2007) oder Glaubensfrage (2008). Adams zählt zu den bestverdienenden Schauspielerinnen Hollywoods und wurde bereits sechsmal für den Oscar nominiert. 2014 und 2015 gewann sie für ihre Hauptrollen in den Spielfilmen American Hustle und Big Eyes jeweils einen Golden Globe Award und für Ersteren einen Critics’ Choice Movie Award.

## Biografie

### Kindheit und Ausbildung
Amy Adams wurde in Vicenza geboren, wo ihr Vater als US-Soldat stationiert war. Sie wuchs als mittleres von sieben Kindern einer mormonischen Familie im ländlichen Castle Rock im US-Bundesstaat Colorado auf. Ihr Vater, selbst Schauspieler, schrieb in seiner Freizeit Theaterstücke, die im Kreis der Familie aufgeführt wurden. So kam Adams schon mit jungen Jahren mit der Schauspielerei in Berührung. Sie besuchte die Highschool im Bezirk Douglas County. Zwar gehörte Amy Adams nicht dem Cheerleader-Team oder dem Theaterkurs ihrer Schule an, nahm aber regelmäßig nach dem Unterricht Ballettstunden und spielte Theater. Nach ihrem Schulabschluss arbeitete sie in einem Dinner Theater (einem Restaurant, das die Mahlzeiten mit Theaterinszenierungen verbindet) in Denver, Colorado, sowie kurzzeitig als Hostess und Kellnerin bei der bekannten US-amerikanischen Systemgastronomiekette Hooters. Danach ersetzte Adams eine Kollegin in Minnesota und arbeitete im Chanhassen Dinner Theater, wo sie u. a. in einer Aufführung des Broadway-Musicals Good News auftrat.
1999 erhielt sie ihre erste Filmrolle: In der Satire Gnadenlos schön des Regisseurs Michael Patrick Jann ist sie an der Seite von Kirsten Dunst, Denise Richards und Kirstie Alley in einer Nebenrolle als einfältige Cheerleaderin Leslie zu sehen, die an einem lokalen Schönheitswettbewerb teilnimmt. Angespornt durch Schauspielkollegin Kirstie Alley zog die Nachwuchsdarstellerin nach Los Angeles. Zwei Monate nach ihrem Umzug erhielt Adams eine tragende Rolle in der Fernsehserie Manchester Prep, einem Prequel des Films Eiskalte Engel aus dem Jahr 1999, in dem sie die im Film von Sarah Michelle Gellar gespielte Figur verkörperte. Aufgrund von Streitigkeiten zwischen den Produktionsfirmen Fox Broadcasting und Columbia TriStar wurde die Serie nach nur drei abgedrehten Episoden annulliert, im Schnitt überarbeitet und als Eiskalte Engel 2 in den USA direkt auf Video vermarktet.

### Erfolge mit Spielberg,JunikäferundGlaubensfrage

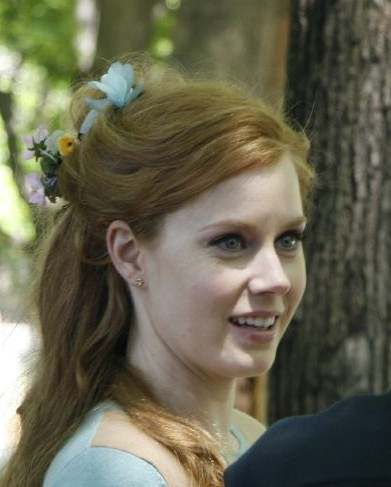
Amy Adams am Set von Verwünscht

Danach erhielt Adams Nebenrollen in Robert Lee Kings Horrorkomödie Psycho Beach Party und dem 36-minütigen Kurzfilm The Chromium Hook, in dem Regisseur James Stanger sich in einer Kleinstadt der Wahrheit um die populären Urban Legends annähert. Es folgten weitere Nebenrollen in dem Sportlerdrama The Slaughter Rule, Pumpkin mit Christina Ricci und in der von der Kritik verrissenen romantischen Komödie Mann umständehalber abzugeben oder Scheidung ist süß mit Matthew Perry und Elizabeth Hurley in den Hauptrollen, ehe 2002 die Casting-Direktorin Deborah Zane auf sie aufmerksam wurde. Zane schlug Steven Spielberg vor, Amy Adams in seinem Filmprojekt Catch Me If You Can zu besetzen. Hier agiert sie als Krankenschwester Brenda, die die Geliebte der von Leonardo DiCaprio dargestellten Hauptperson wird. Die Zusammenarbeit mit Steven Spielberg verhalf Adams zum Durchbruch im Filmgeschäft und ließ sie einem weltweiten Kinopublikum bekannt werden.
Es folgten die weiblichen Hauptrollen in Jonathan Sagalls Tragikomödie The Last Run und dem Drama Standing Still – Blick zurück nach vorn, ehe sie die wiederkehrende Rolle der Alice Doherty in der CBS-Fernsehserie Dr. Vegas ergatterte. Der Serie um einen Krankenhausarzt (gespielt von Rob Lowe), der seinen Job an den Nagel hängt, um sich medizinisch um gutbetuchte Gäste in einem Casino in Las Vegas zu kümmern, war nur wenig Erfolg beschieden, und Dr. Vegas wurde nach einem Jahr eingestellt. Nach einer Rolle in der Komödie Wedding Date als Halbschwester von Debra Messing folgte der bisherige Höhepunkt in ihrer Karriere. In dem 2005 entstandenen Independentfilm Junikäfer von Phil Morrison spielt Amy Adams die hochschwangere und kindliche Ashley aus dem ländlichen North Carolina, die Besuch von ihrem kosmopolitischen Schwager nebst Gattin erhält und davon träumt, ihrem Baby den ausgefallenen Namen Junebug zu geben. Für ihre schauspielerische Leistung wurde Amy Adams mit zahlreichen Filmpreisen ausgezeichnet, darunter einer Oscar-Nominierung 2006, dem Spezialpreis der Jury auf dem Sundance Film Festival 2005 sowie den Auszeichnungen des Filmkritikerverbandes von San Francisco, der Southeastern Film Critics Association, der National Society of Film Critics und dem Independent Spirit Award, jeweils als beste Nebendarstellerin.
Von der Presse und Kritikern als „Königin des Independentfilms“ (engl. „Indie Queen“) gefeiert, arbeitete die Schauspielerin mit dem hellroten Haar bis 2008 an acht Filmprojekten, darunter Adam McKays Komödie Ricky Bobby – König der Rennfahrer, in dem Will Ferrell einen rebellischen NASCAR-Fahrer mimt, sowie Kevin Limas Verwünscht, in dem sie neben Patrick Dempsey die weibliche Hauptrolle spielt. In der romantischen Fantasykomödie übernahm Adams wiederum mit Erfolg den Part der Unschuldig-Naiven und agiert als Prinzessin, die von einer bösen Hexe aus einem Cartoon ins New York der Gegenwart gezaubert wird. Für ihre „tadellos-treuäugige“ Darstellung, die auch Gesang und Tanz einschloss, erhielt sie 2008 den Saturn Award und eine Nominierung für den Golden Globe. Zur Fernseharbeit von Adams zählen Gast-Auftritte in den Fernsehserien Buffy – Im Bann der Dämonen (2000), Smallville (2001), The West Wing – Im Zentrum der Macht (2002) und The Office (2005–2006).

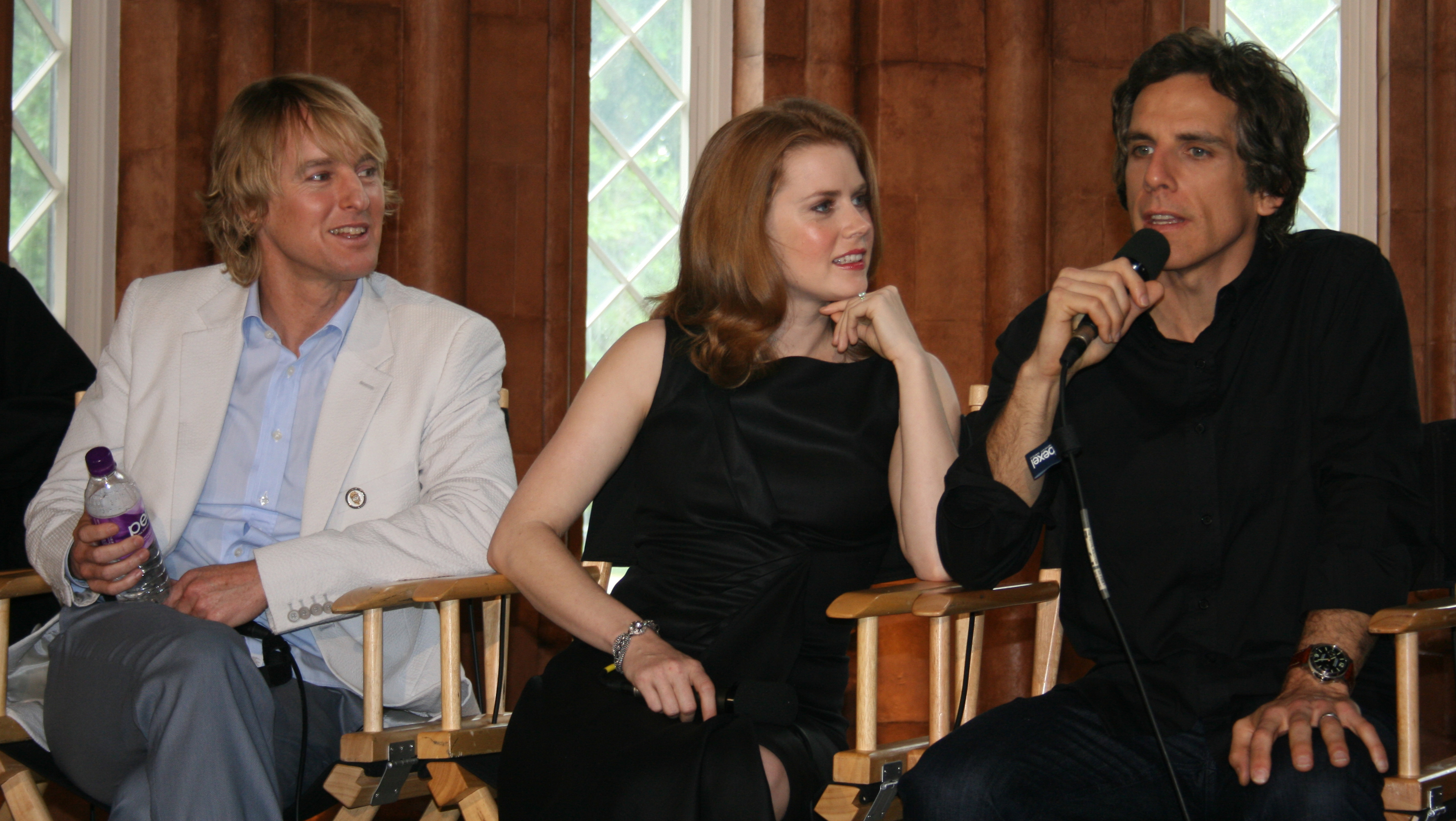
Adams gemeinsam mit Owen Wilson und Ben Stiller (rechts), ihren Filmkollegen aus Nachts im Museum 2 (2009)

In den Jahren 2007/2008 zählte Amy Adams zu den am besten verdienenden Schauspielerinnen in Hollywood. Zwischen Juni 2007 und Juni 2008 erhielt sie Gagen in Höhe von 14,5 Mio. US-Dollar und rangierte hinter Cameron Diaz, Keira Knightley, Jennifer Aniston, Reese Witherspoon, Gwyneth Paltrow, Jodie Foster, Sarah Jessica Parker und Meryl Streep auf Platz neun. Ein Jahr später spielte sie in John Patrick Shanleys Theaterverfilmung Glaubensfrage (2008) neben Meryl Streep und Philip Seymour Hoffman die Rolle einer jungen Nonne und Geschichtslehrerin an einer katholischen Schule, die mit Missbrauchsvorwürfen gegen den Geistlichen konfrontiert wird. Der Part der Schwester James brachte ihr erneut Nominierungen für die wichtigsten Filmpreise, darunter Golden Globe und Oscar, ein. 2009 war sie in der Komödie Nachts im Museum 2 zu sehen, in der sie an der Seite von Ben Stiller und Owen Wilson die Flugpionierin Amelia Earhart verkörperte. Ebenfalls 2009 war sie in dem Film Julie & Julia in der Rolle der Julie Powell zu sehen. 2010 folgte eine Nebenrolle in David O. Russells Boxer-Drama The Fighter neben Mark Wahlberg, Christian Bale und Melissa Leo. Die Nebenrolle der Charlene Fleming brachte ihr 2011 erneut eine Golden-Globe- und Oscar-Nominierung ein. Für Tim Burtons Spielfilm Big Eyes bekam sie 2015 den Golden-Globe als beste Hauptdarstellerin. Bei den Golden Globe Awards 2017 war sie in derselben Kategorie für Arrival von Denis Villeneuve nominiert. Mit Nocturnal Animals, Justice League und Vice – Der zweite Mann folgten weitere von Kritik und Publikum beachtete Filme. 2018 war sie auch in der Hauptrolle der von Jean-Marc Vallée inszenierten HBO-Miniserie Sharp Objects nach dem Roman von Gillian Flynn zu sehen.

### Persönliches
Adams ist seit dem 2. Mai 2015 mit ihrem gleichaltrigen Schauspielkollegen Darren Le Gallo verheiratet, mit dem sie zuvor bereits 13 Jahre liiert und sieben Jahre verlobt war. Am 15. Mai 2010 wurden die beiden Eltern einer Tochter.

### Synchronisation
Ihre deutsche Synchronstimme stammt üblicherweise von Giuliana Jakobeit.

## Filmografie (Auswahl)
Als Schauspielerin
- 1989: Tanz der Hexen 2 (Superstition 2)
- 1999: Gnadenlos schön (Drop Dead Gorgeous)
- 2000: The Peter Principle (Fernsehfilm)
- 2000: Psycho Beach Party
- 2000: Die wilden Siebziger (That ’70s Show, Fernsehserie, Folge 2x15: Dumm und dümmer)
- 2000: Charmed – Zauberhafte Hexen (Charmed, Fernsehserie, Folge 2x16: Murphy’s Luck)
- 2000: The Chromium Hook (Kurzfilm)
- 2000: Eiskalte Engel 2 (Cruel Intentions 2)
- 2000: Buffy – Im Bann der Dämonen (Buffy the Vampire Slayer, Fernsehserie, Folge 5x06: Family)
- 2001: Smallville (Fernsehserie, Folge 1x07 Craving)
- 2002: The Slaughter Rule
- 2002: Pumpkin
- 2002: Mann umständehalber abzugeben oder Scheidung ist süß (Serving Sara)
- 2002: Catch Me If You Can
- 2003: The West Wing – Im Zentrum der Macht (The West Wing, Fernsehserie, Folge 4x01: 20 Hours in America)
- 2004: Standing Still – Blick zurück nach vorn (Standing Still)
- 2004: The Last Run
- 2004: Dr. Vegas (Fernsehserie, 5 Folgen)
- 2005: Wedding Date (The Wedding Date)
- 2005: Junikäfer (Junebug)
- 2005–2006: The Office (Fernsehserie, 3 Folgen)
- 2006: Ricky Bobby – König der Rennfahrer (Talladega Nights: The Ballad of Ricky Bobby)
- 2006: Dein Ex – Mein Albtraum (Fast Track)
- 2006: Kings of Rock – Tenacious D (Tenacious D in The Pick of Destiny)
- 2007: Verwünscht (Enchanted)
- 2007: Der Krieg des Charlie Wilson (Charlie Wilson’s War)
- 2007: Underdog – Unbesiegt weil er fliegt (Underdog)
- 2008: Miss Pettigrews großer Tag (Miss Pettigrew Lives for a Day)
- 2008: Sunshine Cleaning
- 2008: Glaubensfrage (Doubt)
- 2009: Nachts im Museum 2 (Night at the Museum 2: Battle of the Smithsonian)
- 2009: Julie & Julia
- 2010: Verlobung auf Umwegen (Leap Year)
- 2010: The Fighter
- 2011: Die Muppets (The Muppets)
- 2012: On the Road – Unterwegs (On the Road)
- 2012: The Master
- 2012: Back in the Game (Trouble with the Curve)
- 2013: Man of Steel
- 2013: American Hustle
- 2013: Her
- 2014: Lullaby
- 2014: Big Eyes
- 2016: Batman v Superman: Dawn of Justice
- 2016: Arrival
- 2016: Nocturnal Animals
- 2017: Justice League
- 2018: Sharp Objects (Miniserie)
- 2018: Vice – Der zweite Mann (Vice)
- 2020: Hillbilly-Elegie (Hillbilly Elegy)
- 2021: The Woman in the Window
- 2021: Zack Snyder’s Justice League
- 2021: Dear Evan Hansen
- 2022: Verwünscht nochmal (Disenchanted)
- 2024: Nightbitch

Als Filmproduzentin
- 2022: Verwünscht nochmal (Disenchanted)
- 2024: Nightbitch

## Auszeichnungen und Nominierungen
Oscar:
- 2006: Nominierung als Beste Nebendarstellerin für Junikäfer
- 2009: Nominierung als Beste Nebendarstellerin für Glaubensfrage
- 2011: Nominierung als Beste Nebendarstellerin für The Fighter
- 2013: Nominierung als Beste Nebendarstellerin für The Master
- 2014: Nominierung als Beste Hauptdarstellerin für American Hustle
- 2019: Nominierung als Beste Nebendarstellerin für Vice – Der zweite Mann

Emmy:
- 2019: Nominierung als Beste Hauptdarstellerin – Miniserie oder Fernsehfilm für Sharp Objects

Golden Globe:
- 2008: Nominierung als Beste Hauptdarstellerin – Komödie oder Musical für Verwünscht
- 2009: Nominierung als Beste Nebendarstellerin für Glaubensfrage
- 2011: Nominierung als Beste Nebendarstellerin für The Fighter
- 2013: Nominierung als Beste Nebendarstellerin für The Master
- 2014: Auszeichnung als Beste Hauptdarstellerin – Komödie oder Musical für American Hustle
- 2015: Auszeichnung als Beste Hauptdarstellerin – Komödie oder Musical für Big Eyes
- 2017: Nominierung als Beste Hauptdarstellerin – Drama für Arrival
- 2019: Nominierung als Beste Nebendarstellerin für Vice – Der zweite Mann
- 2019: Nominierung als Beste Hauptdarstellerin – Mini-Serie oder TV-Film für Sharp Objects
- 2025: Nominierung als Beste Hauptdarstellerin – Komödie oder Musical für Nightbitch

British Academy Film Award:
- 2009: Nominierung als Beste Nebendarstellerin für Glaubensfrage
- 2011: Nominierung als Beste Nebendarstellerin für The Fighter
- 2011: Nominierung als Beste Nebendarstellerin für The Master
- 2014: Nominierung als Beste Hauptdarstellerin für American Hustle
- 2015: Nominierung als Beste Hauptdarstellerin für Big Eyes
- 2017: Nominierung als Beste Hauptdarstellerin für Arrival
- 2019: Nominierung als Beste Nebendarstellerin für Vice – Der zweite Mann

Screen Actors Guild Awards:
- 2006: Nominierung als Beste Nebendarstellerin für Junikäfer
- 2009: Nominierung als Beste Nebendarstellerin für Glaubensfrage
- 2009: Nominierung als Bestes Schauspielensemble für Glaubensfrage
- 2011: Nominierung als Beste Nebendarstellerin für The Fighter
- 2011: Nominierung als Bestes Schauspielensemble für The Fighter
- 2013: Nominierung als Beste Hauptdarstellerin für American Hustle
- 2013: Auszeichnung als Bestes Schauspielensemble für American Hustle
- 2017: Nominierung als Beste Hauptdarstellerin für Arrival
- 2019: Nominierung als Beste Nebendarstellerin für Vice – Der zweite Mann
- 2019: Nominierung als Beste Darstellerin in einem Fernsehfilm oder Miniserie für Sharp Objects

Critics’ Choice Movie Award:
- 2006: Auszeichnung als Beste Nebendarstellerin für Junikäfer
- 2008: Nominierung als Beste Hauptdarstellerin für Verwünscht
- 2009: Nominierung als Bestes Schauspielensemble für Glaubensfrage
- 2011: Auszeichnung als Bestes Schauspielensemble für The Fighter
- 2011: Nominierung als Beste Nebendarstellerin für The Fighter
- 2013: Nominierung als Beste Nebendarstellerin für The Master
- 2014: Auszeichnung als Beste Schauspielerin in einer Komödie für American Hustle
- 2014: Auszeichnung als Bestes Schauspielensemble für American Hustle
- 2017: Nominierung als Beste Hauptdarstellerin für American Hustle
- 2019: Nominierung als Beste Nebendarstellerin für Vice – Der zweite Mann
- 2019: Nominierung als Bestes Schauspielensemble für Vice – Der zweite Mann

Critics’ Choice Television Award
- 2019: Auszeichnung als Beste Hauptdarstellerin in einem Fernsehfilm oder einer Miniserie für Sharp Objects

Goldene Himbeere:
- 2022: Nominierung als Schlechteste Schauspielerin für The Woman in the Window
- 2022: Nominierung als Schlechteste Nebendarstellerin für Dear Evan Hansen

Goldene Schallplatte
- 2023: Goldene Schallplatte in den USA für die Single That’s How You Know aus dem Film Verwünscht[9]